# Атје
Атје (фр. Athies) насеље је и општина у североисточној Француској у региону Север-Па де Кале, у департману Па де Кале која припада префектури Арас.
По подацима из 2011. године у општини је живело 1.005 становника, а густина насељености је износила 231,57 становника/km². Општина се простире на површини од 4,34 km². Налази се на средњој надморској висини од 51 метар (максималној 103 m, а минималној 47 m).

## Демографија
| 1962. | 1968. | 1975. | 1982. | 1990. | 1999. | 2011. |
| ----- | ----- | ----- | ----- | ----- | ----- | ----- |
| 669   | 695   | 697   | 719   | 969   | 930   | 1.005 |

График промене броја становника у току последњих година